# علم الظواهر العصبية
يشير علم الظواهر العصبية (بالإنجليزية: Neurophenomenology) إلى برنامج بحث علمي يهدف إلى معالجة مشكلة الوعي الصعبة بطريقة عملية، فهو يجمع بين علم الأعصاب وعلم الظواهر من أجل دراسة الخبرة والعقل والوعي مع التركيز على الحالة المجسدة للعقل البشري، يرتبط هذا المجال كثيرًا بمجالات مثل علم النفس العصبي وعلم الأعصاب وعلم الأعصاب السلوكي (المعروف أيضًا باسم علم النفس البيولوجي) ودراسة الظواهر في علم النفس.

## نظرة عامة
الظواهر هي طريقة فلسفية لاستكشاف التجربة اليومية، ينصب التركيز في الظواهر على فحص الظواهر المختلفة (من اليونانية، phainomenon، «التي تظهر نفسها») كما تظهر الوعي من منظور الشخص الأول. وبالتالي، فإن الظواهر هي نظام مفيد بشكل خاص لفهم كيف تقدم المظاهر نفسها، وكيف ننسب المعنى لها.
بطبيعة الحال، يجد علم الظواهر وعلم الأعصاب تقاربًا في المصالح المشتركة، ومع ذلك بسبب الخلافات الوجودية في المقام الأول بين الظواهر وفلسفة العقل، لا يزال الحوار بين هذين التخصصين موضوعًا مثيرًا للجدل للغاية. كان هوسرل نفسه ناقدًا جدًا تجاه أي محاولة «لتجنيس» الفلسفة، وقد تأسست علم الظواهر على أساس نقد للتجربة، و «علم النفس»، و«الأنثروبولوجيا» باعتبارها وجهات نظر متناقضة في الفلسفة والمنطق، إن النقد المؤثر للافتراضات الأنطولوجية للعلم المعرفي الحسابي والتمثيلي، وكذلك الذكاء الاصطناعي، الذي قدمه الفيلسوف هوبرت دريفوس، قد حدد اتجاهات جديدة لدمج علم الأعصاب مع علم الوجود المتجسد.